# Ingrid Superstar
Ingrid Superstar byla americká herečka. Byla jednou ze superstars Andyho Warhola a hrála v jeho filmech Hedy, Chelsea Girls (1966), Bike Boy, The Nude Restaurant, I, a Man (1967) a San Diego Surf (1968). Rovněž „hrála“ v několika Warholových screen testech. 7. prosince 1986 zmizela a dodnes ji nikdo nenašel. Pravděpodobně zemřela, ale její tělo se nikdy nenašlo. Ve filmu Factory Girl z roku 2006 ji ztvárnila Mary Elizabeth Winstead.